# Mira Potkonen
Mira Potkonen (17 de novembro de 1980) é uma pugilista finlandesa, medalhista olímpica.

## Carreira
Mira Potkonen competiu na Rio 2016, na qual conquistou a medalha de bronze no peso ligeiro. No Torneio Europeu de qualificação de boxe de 2020, Potkonen perdeu para Caroline Dubois na primeira rodada da competição e não se qualificou para os Jogos Olímpicos de 2020. Classificou-se para os Jogos Olímpicos de 2020 com base na posicão do ranking.